# چورچور بینه
چورچور بینه (به لاتین: Çorçorbinə) یک منطقه مسکونی در جمهوری آذربایجان است که در شهرستان بالاکن واقع شده است.